# Anisomeles
Anisomeles, biljni rod iz porodice medićevki. Pripada mu oko dvadesetak vrsta trajnica i polugrmova koji rastu po južnim dijelovima Azije i Australiji

## Vrste
1. Anisomeles ajugacea (F.M.Bailey & F.Muell.) A.R.Bean
2. Anisomeles antrorsa A.R.Bean
3. Anisomeles brevipilosa A.R.Bean
4. Anisomeles bundeyensis A.R.Bean
5. Anisomeles candicans Benth.
6. Anisomeles carpentarica A.R.Bean
7. Anisomeles dallachyi A.R.Bean
8. Anisomeles eriodes A.R.Bean
9. Anisomeles farinacea A.R.Bean
10. Anisomeles grandibractea A.R.Bean
11. Anisomeles heyneana Benth.
12. Anisomeles indica (L.) Kuntze
13. Anisomeles inodora R.Br.
14. Anisomeles × intermedia Wight ex Benth.
15. Anisomeles languida A.R.Bean
16. Anisomeles lappa A.R.Bean
17. Anisomeles leucotricha A.R.Bean
18. Anisomeles macdonaldii A.R.Bean
19. Anisomeles malabarica (L.) R.Br.
20. Anisomeles moschata R.Br.
21. Anisomeles ornans A.R.Bean
22. Anisomeles papuana A.R.Bean
23. Anisomeles principis A.R.Bean
24. Anisomeles salviifolia R.Br.
25. Anisomeles tirunelveliensis Rajakumar, Selvak. & S.Murug.
26. Anisomeles viscidula A.R.Bean
27. Anisomeles vulpina A.R.Bean
28. Anisomeles xerophila A.R.Bean

## Sinonimi
- Epimeredi Adans.